# Borki (powiat białostocki)
Borki (białorus. Баркі) – wieś w Polsce położona w województwie podlaskim, w powiecie białostockim, w gminie Gródek.

## Historia
Borki to dawna wieś królewska ekonomii grodzieńskiej położona była w końcu XVIII wieku  w powiecie grodzieńskim województwa trockiego.
Według Pierwszego Powszechnego Spisu Ludności przeprowadzonego w 1921 r. wieś Borki liczyła 17 domów, które zamieszkiwało 137 osób (76 kobiet i 61 mężczyzn). Większość mieszkańców miejscowości, w liczbie 119 osób, zadeklarowała wyznanie prawosławne; natomiast pozostali, w liczbie 18 osób, podali wyznanie rzymskokatolickie. Podział religijny mieszkańców wsi pokrywał się z ich strukturą narodowo-etniczną, gdyż 119 osób zgłosiło narodowość białoruską, a 18 polską. W owym czasie miejscowość znajdowała się w gminie Szudziałowo i w powiecie sokólskim.
W latach 1975–1998 miejscowość administracyjnie należała do województwa białostockiego.

## Urodzeni w Borkach
- Kuźma Czorny – białoruski pisarz, którego twórczość znacząco wpłynęła na ukształtowanie się współczesnego białoruskiego języka literackiego.

## Religia
W strukturach administracyjnych Cerkwi Prawosławnej w Polsce wieś podlega parafii pw. św Anny w pobliskim Królowym Moście. Natomiast wierni kościoła rzymskokatolickiego należą do parafii Parafia Matki Bożej Miłosierdzia w Podlipkach.